# Macatuba
Macatuba is een gemeente in de Braziliaanse deelstaat São Paulo. De gemeente telt 16.939 inwoners (schatting 2009).

## Aangrenzende gemeenten
De gemeente grenst aan Areiópolis, Igaraçu do Tietê, Jaú, Lençóis Paulista en Pederneiras.